# 太田圭介
太田 圭介（おおた けいすけ、1971年 - ）は、毎日放送制作局テレビ制作部所属のテレビプロデューサー、ディレクター。京都府出身。

## 来歴・人物
1997年に毎日放送入社。入社以来、東京支社でのテレビ編成制作に所属。数多くのバラエティ番組を担当した。その他にも歴史紀行番組、アート系の番組などを制作している。
テレビの他にも、明石家さんまがパーソナリティを務めるMBSラジオ『ヤングタウン土曜日』を担当している。
さんまとの交友関係も深く、プライベートで旅行やゴルフを楽しむ仲である。
編成部時代は新しい切り口で、様々な番組に影響を与え、新番組を立ち上げた、 視聴率データに基づいた緻密な戦略で、数字の向上に大きく貢献した。数字の魔術師。
営業部時代にも、今までの営業姿勢とは異なる全く新しい視点から生みだされる、営業手法は、当時視聴率の低迷により売り上げが落ち込んでいた会社において正に救世主であった。 制作部の経験が長い為、番組内容まで踏み込んだ細かなケアが、クライアントから重宝された。 彼が立ち上げたＨＰのメディアレップのフォーマットはかなり上質なもので、他局もこれをモデルに追随し、同局では現在でも使用されている。
両親ともに芸術一家で、歌舞伎等の伝統芸能との繋がりも深く、祖母は松本幸四郎の舞の師匠でもある。 -父方の親戚には太田信義も「雪湖堂創業者」 上記にもあるが、幼いころからの環境からか人の心を掴むのが上手く演出の才能がある為か各番組では演出を担当することが多い。 着眼点がよいのか彼の演出番組は関西では珍しくＤＶＤ化されたものも多数。非常に交友関係も広く、様々な業界とつながりを持ち、先輩方の懐に入り可愛がられている。

## 担当した番組
- あまからアベニュー（ディレクター、総合演出）
- 上方漫才まつり
- 特選!!落語全集
- 桂三枝の創作落語125撰
- オールザッツ漫才
- MBS新世代漫才アワード
- はーい!昼ナマ
- 水野真紀の魔法のレストラン
- 超世代統一広場 オジャング
- 欲バリ王国、欲バリ市場
- サントリー1万人の第九
- 世界ウルルン滞在記
- 情熱大陸
- すてきな出逢い いい朝8時
- ヤングタウン土曜日（プロデューサー、ディレクター）
- JAL音舞台シリーズ（演出）※1997年 - 2009年

## 受賞歴
- 『桂三枝の創作落語125撰ファイナル』で、文化庁芸術祭 大賞
- 『清水の舞台から』で、ギャラクシー賞 選奨
- 『その日の前に』で、ギャラクシー賞 奨励賞
- 『国際エミー賞』（1998年・パフォーミングアーツ）入賞。「音舞台」
- 『国際エミー賞』『Ode to Joy: 10,000 Voices Resound!』（2000年・芸術番組）最終ノミネート。「1万人の第九」
- 『法隆寺音舞台』で、ABU（アジア太平洋放送連合）賞 最優秀賞 / アジア・テレビジョン・アワード 2位
- 『萬福寺音舞台』で、ニューヨークフェスティバル 銀賞 / アジア・テレビジョン・アワード 審査員特別賞
- 『薬師寺音舞台』で、アメリカ国際映画・テレビ祭 娯楽番組部門 最優秀賞、音楽番組部門 2位 / アジア・テレビジョン・アワード 音楽番組部門 最優秀賞。
- 『仁和寺音舞台』で、アメリカ国際映画・テレビ祭 音楽番組部門 銀賞 / ABU賞 教養娯楽番組部門入賞 / アジア・テレビジョン・アワード 音楽番組部門 銀賞、ライブ番組部門 審査員特別賞、エンターテイメント部門 銀賞
- 『真実の料理人』で、ワールドメディアフェスティバル ドキュメンタリー（芸術）部門 銀賞
- 『東福寺音舞台』で、アメリカ国際映画・テレビ祭 音楽番組部門 金賞、パフォーミングアーツ番組部門 金賞 / ABU賞 教養娯楽番組部門 入賞 / アジア・テレビジョン・アワード エンターテイメントスペシャル部門 最優秀賞 / ニューヨークフェスティバル 金賞
- 『若冲降臨。増殖する細胞』で、ワールドメディアフェスティバル ドキュメンタリー（芸術）部門 銀賞、アメリカ国際映画・テレビ祭 銅賞 / 上海テレビ祭 入賞
- 『金閣寺音舞台』で、ABU賞 教養娯楽番組部門 最優秀賞 / アジア・テレビジョン・アワード 音楽番組部門 最優秀賞 / ニューヨークフェスティバル 音楽芸術番組部門 銀賞